# Dihaj (cantora)
Diana Hajiyeva (em azeri:  Diana Hacıyeva, Mariupol, República Socialista Soviética da Ucrânia (atual Ucrânia), 13 de junho de 1989), é uma cantora azeri. Ela representou o Azerbaijão no Festival Eurovisão da Canção de 2017, onde obteve o 14º lugar na final. Anteriormente, ela tentou representar o Azerbaijão no Festival Eurovisão da Canção 2011.

## Discografia

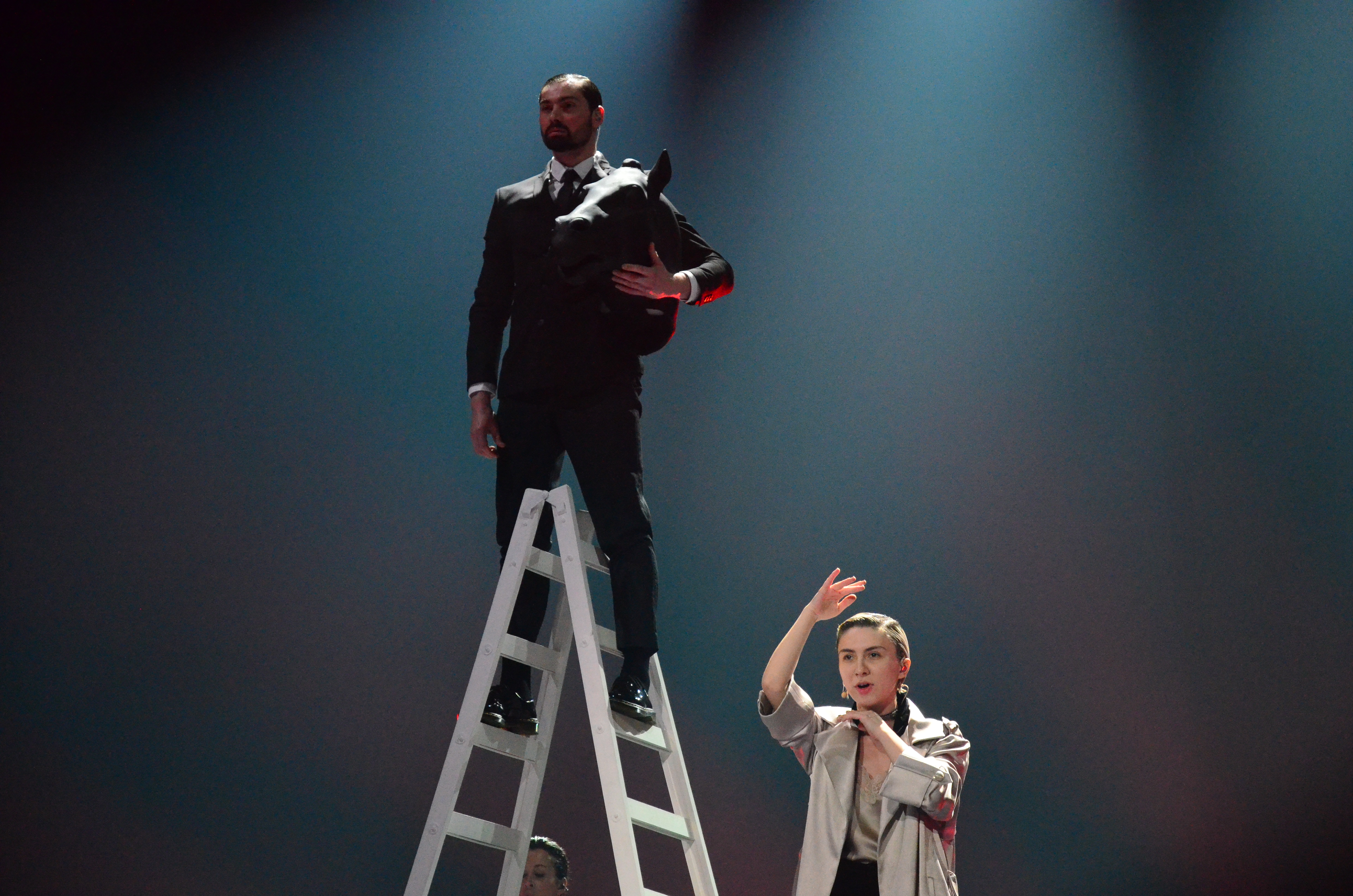
Dihaj no Festival Eurovisão da Canção 2017

### Singles
| Título               | Ano  | Melhores posições |
| Título               | Ano  | SWE Heat          |
| -------------------- | ---- | ----------------- |
| "I Break Again"      | 2014 | —                 |
| "Gecələr keçir"      | 2015 | —                 |
| "Complain"           | 2016 | —                 |
| "Eşqini aşagı sal"   | 2016 | —                 |
| "Skeletons"          | 2017 | 20                |
| "The End of Sunrise" | 2017 | —                 |
| "Rainbow"            | 2017 | —                 |